# Mario Hossen
Mario Hossen (Plovdiv, 1971) è un violinista bulgaro naturalizzato austriaco.

## Biografia
Hossen si è formato a Sofia, Vienna e Parigi. All'età di otto anni debutta come solista con l'orchestra. Tra i suoi insegnanti ci sono Michael Frischenschlager e Gerard Poulet. Si è esibito con famose orchestre come l'Academy of St Martin in the Fields, la Vienna Chamber Orchestra, la English Chamber Orchestra, la Royal Philharmonic Orchestra, l'Orchestra Filarmonica di Sofia, la Bruckner Orchestra Linz, la Tchaikovsky Symphony Orchestra della Radio di Mosca, l'orchestra del Teatro alla Scala, l'Orquesta Sinfonica del Estado de Mexico e la Filarmonica della Germania nordoccidentale e con altri solisti come Bruno Canino, Milena Mollova, Adrian Oetiker, Wladimir Fedossejew, Roy Goodman, Philippe Bernold, Vladimir Mendelssohn, Nayden Todorov, Johannes Meissl, Leslie Howard, Gerard Causse, Georges Pludermacher e Jean-Bernard Pommie.
Il suo repertorio spazia dal Rinascimento alla Musica Classica e Contemporanea. Hanno composto opere per lui, tra gli altri, Tomas Marco, Rainer Bischof, Walter Baer, Georghi Arnaoudov, François-Pierre Descamps e Alessandro Solbiati.
Il fulcro del suo lavoro musicologico e artistico è l'opera di Niccolò Paganini. Ha effettuato la prima registrazione mondiale della versione originale di alcuni dei brani per violino e orchestra più eseguiti di Paganini: "Le Streghe", "I Palpiti", "Non più mesta" e della "Religiosa introduzione al Rondò del Campanello".
Hossen è direttore artistico dell'International Music Festival "Varna Summer", European Festival Association (EFA) e EFFE Laureate, vincitore del Premio del Pubblico Europeo 2019-2020 e ha fondato l'International Orpheus Summer Academy di Vienna.
Il 27 gennaio 2018 è stato invitato come artista al TEDxVitosha (Sofia) dedicato a "Happy People".
Suona un violino costruito da Giovanni Battista Guadagnini nel 1749, in prestito dalla collezione della Banca Nazionale austriaca.

## Revisioni
- Paganini, 24 Capricci per violino solo, Op.1[10]
- Paganini, Opere per Violino e Orchestra, Vol. I[11]
- Paganini, Opere per Violino e Orchestra, Vol. II[12]

## Discografia
- Bach: Sonatas for Violin & Harpsichord, Vol. 2 - Mario Hossen/Piero Barbareschi, 2021, Da Vinci Classics
- Paganini & Bruch: Violin Concerto, Violin Concerto II - Nayden Todorov/Orchestre Philharmonique de Plovdiv/Mario Hossen, 2021, Doron
- Handel: Complete Violin Sonatas Op. 1 - Liliana Kehayova/Mario Hossen/Piero Barbareschi, 2020, Da Vinci Classics
- Beethoven: Complete violin sonatas - Mario Hossen/Sung Kang, 2020, Doron
- Rolla: 6 duets for flute and violin - Mario Hossen/Mario Carbotta, 2019, Dynamic
- Paganini: The spirit of Paganini. Rare and unpublished works - Nayden Todorov/Camerata Orphica/Bulgarian National Radio Orchestra/Mario Hossen/Nadja Hoebarth/Ludmil Petkov/Alexander Swete, 2018, Dynamic
- Franck & Fauré & Debussy: French violin sonatas - Mario Hossen/Milena Mollova, 2018, Doron
- Paganini: 24 caprices pour violon seul - Mario Hossen, 2018, Doron
- Bach: Sonatas for Violin & Harpsichord Vol. 1 - Mario Hossen/Piero,  Barbareschi, 2018, Da Vinci Classics
- Paganini: Works for Violin and Orchestra - Martin Kerschbaum/Vienna Classical Players/Mario Hossen, 2017, Dynamic
- Vivaldi & Geminiani & Tartini: Four Seasons, La Folia, Devil’s Trill, Camerata Orphica/Mario Hossen, 2015, Doron